# Plan incliné

Légende :
N = force normale au plan ;
m = masse de l'objet ;
g = accélération due à la pesanteur ;
θ (thêta) = angle d'inclinaison du plan (mesuré par rapport au plan horizontal) ;
f = force de frottement du plan incliné.

Un plan incliné est une surface plane rigide qui est (légèrement) inclinée par rapport à l'horizontale.
Elle peut aider à déplacer les objets, puisque leur mouvement dans le sens de la pente est obtenu en appliquant une force plus faible que celle nécessaire sur un plan horizontal. Dans d'autres situations, elle permet surtout de faire s'élever un objet sans avoir à le soulever, donc plus facilement que par un mouvement vertical : la force nécessaire est plus faible que le poids de l'objet.
Le plan incliné est l'une des six machines simples.
La méthode du plan incliné est aussi utilisée pour déterminer le coefficient de frottement entre deux surfaces. Définie par de nombreuses normes internationales, elle est très utilisée dans le domaine de l'emballage.
Les normes Tappi T815 et NF Q03-83 font partie des standards usuels, précisons toutefois que la norme Tappi est plus appropriée car plus sévère (vitesse d'inclinaison plus faible).
Dans le principe, deux revêtements sont mis en contact et posés sur un plan mobile . Une pression est exercée par un patin pesant de forme parallélépipédique.
Le plan, au départ en position horizontale, s'incline lentement à une vitesse normalisée. Le mouvement s'arrête lorsque le patin commence à glisser. L'angle atteint est lu sur l'instrument.
La tangente de cet angle correspond au coefficient de frottement entre les surfaces. L'avantage de cette méthode est la simplicité. Il faut toutefois noter que pour réduire les incertitudes de mesure, les vibrations et la vitesse doivent être faibles. 

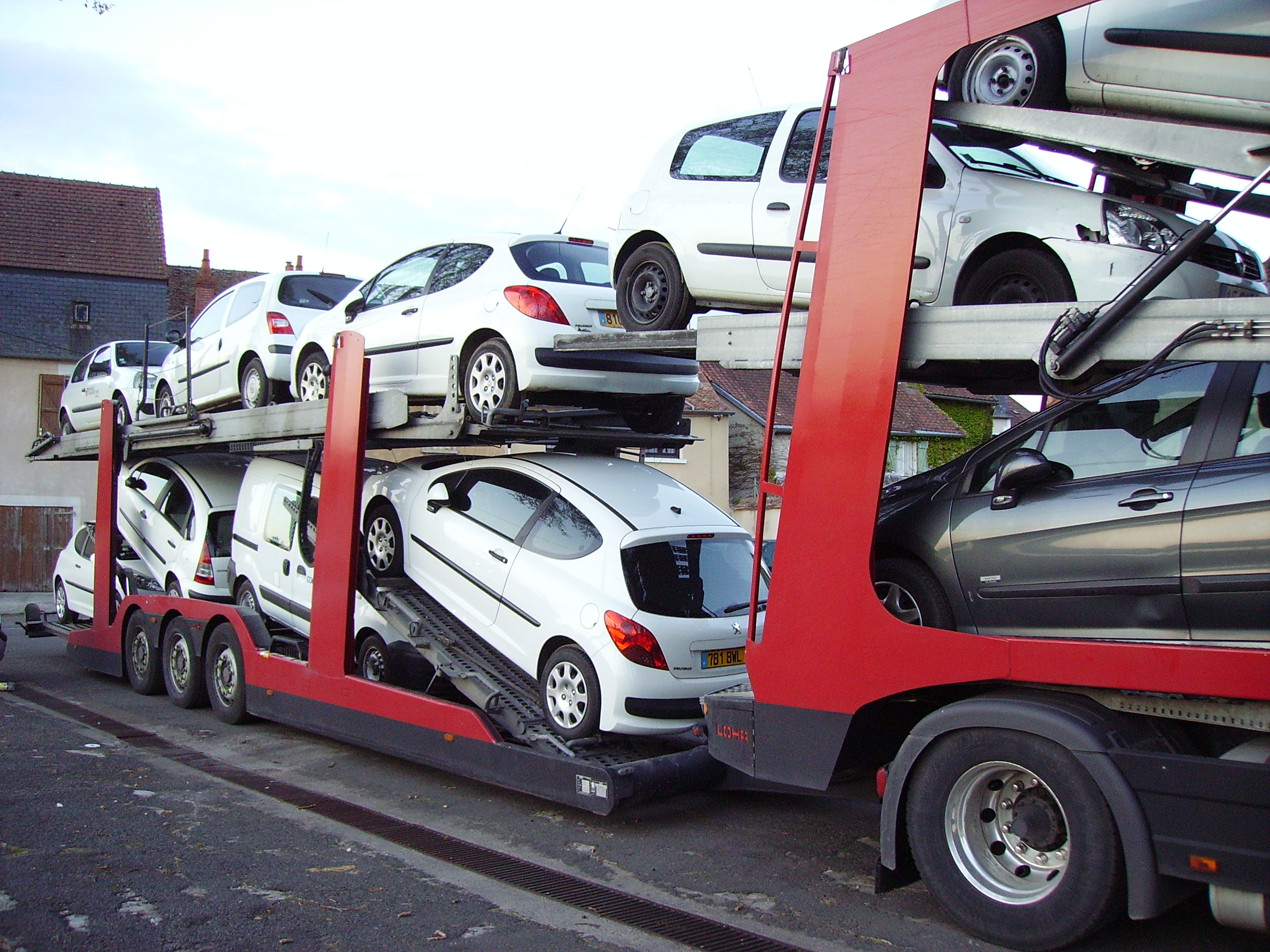
Utilisation par un camion porte-voitures pour exploiter au mieux le volume utile.

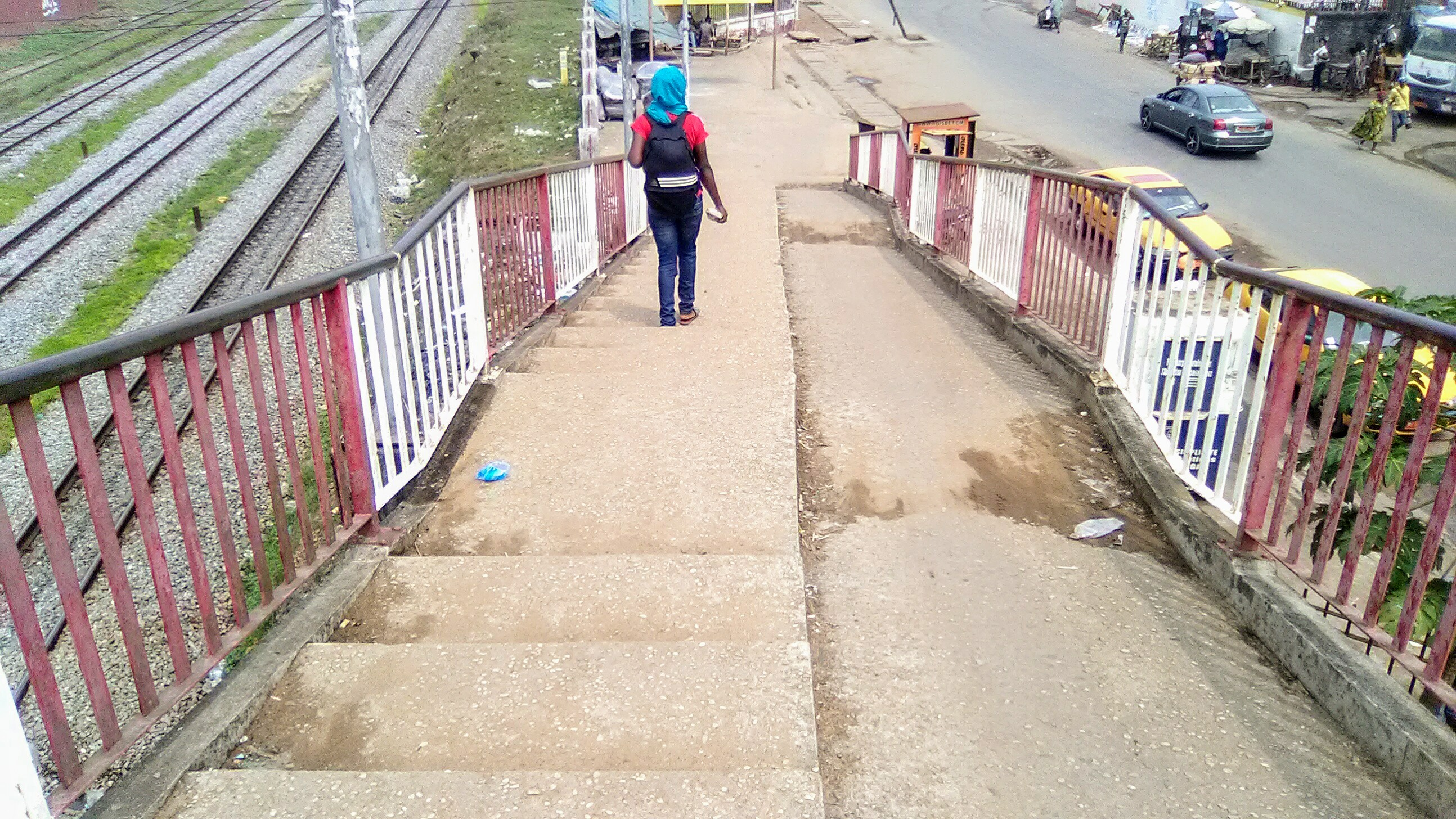
Plan incliné facilitant l'accès des bâtiments aux personnes à mobilité réduite (Cameroun).

## Histoire
L'utilisation du plan incliné a été utilisé en tant que rampe pour le transport des pierres dans certaines carrières de pierres dans l'Égypte antique, notamment dans la carrière d'Hatnoub où se trouve une rampe de 29%. Les rampes étaient en fait connues dès la IVe dynastie (env. 2575-2460 av. J.-C.) pour servir au transport.
L'utilisation du plan incliné a notamment été utilisé pour monter les blocs des pyramides égyptiennes, à l'occasion de leur construction.
Aujourd'hui, il reste un plan incliné dans la pyramide de Giseh.
L'utilisation du plan incliné a également été utilisé pour construire sur le site du Parthénon, à Athènes.